# Нойман, Ханс-Георг
Ханс-Георг Нойман (нем. Hans-Georg Neumann; род. 14 сентября 1936 года — 24 мая 2022 года) — немецкий грабитель, похититель и убийца, получивший известность как человек, отбывший самый долгий срок заключения из когда-либо осуждённых на территории Германии.

## Биография
Ханс-Георг Нойман родился 14 сентября 1936 года в Берлине. Его биологическая мать была проституткой и отказалась от ребёнка сразу после рождения, в результате чего он несколько лет провёл в детском доме, после чего попал в приёмную семью. С детства Нойман отличался агрессивностью и асоциальным поведением в возрасте 15 лет: 29 декабря 1951 он был осуждён к 1 году колонии для несовершеннолетних с принудительным наблюдением у психолога за серию краж. Тем не менее при освобождении психолог составил на него положительную характеристику.
В 1953 году приёмная мать Ноймана умерла и он до совершеннолетия поселился у мастера-наладчика оборудования, став его учеником. В 1956 году Нойман эмигрировал в Канаду, однако уже через несколько недель совершил вооружённое ограбление и был арестован властями, а позже приговорён к 5 годам тюремного заключения, после отбытия которых депортирован в Германию в конце 1961 года.
13 января 1962 года 25-летний Ханс Нойман, угрожая револьвером 38 калибра, попытался похитить и ограбить влюблённую пару, находившуюся в автомобиле на одной из улиц Берлина. Тем не менее девушка оказала активное сопротивление преступнику, и тот в пылу борьбы расстрелял обоих. Девушка погибла мгновенно от нескольких огнестрельных ранений, а парень был тяжело ранен и через неделю скончался в больнице. Нойману удалось скрыться с места преступления, однако доставленный в больницу молодой человек дал подробное описание преступника, в результате чего уже 19 января 1962 года полиции удалось задержать Ханса Ноймана. За несколько часов до смерти выживший молодой человек опознал его, в результате чего Нойман был арестован по обвинению в двойном убийстве.

## Суд и жизнь в тюрьме
Под давлением улик Ханс Нойман признал свою вину в совершении попытки похищения с целью ограбления и совершении двойного убийства с использованием огнестрельного оружия и 30 мая 1963 года был приговорён к пожизненному лишению свободы с правом на условно-досрочное освобождение через 30 лет. С 1962 по 1991 год он отбывал своё наказание в Тегельской тюрьме (район Тегель, Берлин), известной своим особо строгим режимом содержания заключённых, а также рядом нацистских преступников, отбывающих там наказание после Второй мировой войны, затем за хорошее поведение преступник был переведён в тюрьму города Брухзаль с более мягким режимом. В 1993 году Нойман получил право подать прошение об условно-досрочном освобождении и в марте 1994 года воспользовался им. Тогда окружной суд изначально удовлетворил прошение Ноймана, однако по апелляции стороны обвинения аннулировал это решение. 
В 2014 году Нойман попытался оспорить в суде отказ в условно-досрочном освобождении, однако 28 апреля 2014 ходатайство было оставлено без удовлетворения, так как экспертная комиссия пришла к выводу о том, что в случае выхода на свободу, несмотря на преклонный возраст, 77-летний преступник будет представлять угрозу для общества. В 2016 году Нойман подал своё последнее на данный момент прошение об условно-досрочном освобождении, однако всего через несколько дней отозвал его. По состоянию на 2021 год Ханс Нойман был жив и продолжал отбывать своё наказание. Администрация тюрьмы характеризует Ноймана как заключённого с примерным поведением.
17 марта 2021 года представитель высшего земельного суда округа Карлсруэ подтвердил начало процедуры досрочного освобождения Ноймана, не назвав однако точной даты выхода преступника на свободу.